# Limpsfield Chart
Limpsfield Chart – wieś w Anglii, w hrabstwie Surrey. Leży 31 km na południe od centrum Londynu.